# Barnsteenslakken
Barnsteenslakken (Succineidae) is een familie van weekdieren uit de klasse van de Gastropoda (slakken).

## Geslachten
- Austrosuccinea Iredale, 1937
- Catinella Pease, 1870
- Hyalimax H. Adams & A. Adams, 1855
- Oxyloma Westerlund, 1885
- Papyrotheca Brusina, 1893 †
- Quickia Odhner, 1950
- Succinea Draparnaud, 1801

## In Nederland waargenomen soorten
- Genus: Oxyloma
  - Oxyloma elegans - (Slanke barnsteenslak)
  - Oxyloma sarsii - (Tweeling-barnsteenslak)
- Genus: Quickella
  - Quickella arenaria - (Rode barnsteenslak)
- Genus: Succinea
  - Succinea putris - (Gewone barnsteenslak)
- Genus: Succinella
  - Succinella oblonga - (Langwerpige barnsteenslak)